# غواص مقدس
شناگر مقدس (به انگلیسی: Holy Diver) نام اولین آلبوم گروه هوی متال دیو است.

## پیشینه
شناگر مقدس در استودیو ساند سیتی ضبط شد و در ۲۵ مه ۱۹۸۳ منتشر شد. این آلبوم مورد توجه منتقدین و هوادارن قرار گرفت و از آن به عنوان بهترین اثر دیو در سبک قدیمی هوی متال یاد می‌شود. این آلبوم موفق به دریافت جایزهٔ گلد در ۱۲ سپتامبر ۱۹۸۴ و جایزه پلاتینیوم در ۲۱ مارس ۱۹۸۹ شد.
در سال ۲۰۰۵ شناگر مقدس توسط شرکت راک کندی رکوردز دوباره ضبط و منتشر شد. به این نسخه جدید، مصاحبه با رونی جیمز دیو افزوده شده بود. قطعه‌های ۱۰ تا ۱۹ پاسخ‌های رونی به سئوالات مصاحبه‌است که در مورد مسائلی پیرامون آلبوم است. اگرچه که سئوال‌ها در متن صدا به گوش نمی‌رسند ولی در جلد آلبوم این سئوال‌ها درج شده‌اند.

### جلد آلبوم
روی جلد آلبوم تصویری به چشم می‌خورد که در آن شیطان در حال کشتن یک راهب کاتولیک است. خیلی زود پس از انتشار آلبوم دیو در مورد روی جلد توضیح می‌دهد و بیان می‌کند که این تصویر گول زننده‌است و از دیگران می‌خواهد که در مورد اثر از روی جلد آن قضاوت نکنند.
هیولای روی جلد که قربانی را به بند کشیده‌است به «مورای» شهرت دارد و تصویر این شخصیت بر روی جلد آلبوم‌های دیگر دیو نیز به چشم می‌خورد. اگر تصویر روی جلد را برعکس بنگریم لوگوی دیو به صورت واژه "Devil" (به معنای شیطان) درمی‌آید که البته خود رونی این مسئله را کاملاً تصادفی عنوان کرده‌است.

## فهرست آهنگ‌ها
1. «به پاخیز و فریاد کن» (رونی جیمز دیو، جیمی بین) - ۳:۱۸
2. «شناگر مقدس» (دیو) - ۵:۵۱
3. «کولی» (دیو، ویوین کمپل[۵]) - ۳:۳۹
4. «گیرافتاده در وسط» (دیو، ویوین کمپل، وینی اپایس) - ۴:۱۴
5. «با غریبه‌ها صحبت مکن» (دیو) - ۴:۵۳
6. «درست از وسط قلب» (دیو، بین) - ۴:۳۱
7. «نامرئی» (دیو، کمپل، اپایس) - ۵:۲۴
8. «رنگین کمانی در تاریکی» (دیو، کمپل، اپایس، بین) - ۴:۱۵
9. «ننگ بر شب» (دیو، کمپل، اپایس، بین) - ۵:۲۰

## رتبه‌ها

### رتبه‌های آلبوم
| سال  | آلبوم      | رتبه        | رتبه                          |
| ---- | ---------- | ----------- | ----------------------------- |
| سال  | آلبوم      | بیلبورد ۲۰۰ | جدول موسیقی آلبوم‌های بریتانیا |
| ۱۹۸۳ | شناگر مقدس | #۵۶         | #۱۳                           |

### رتبه‌های تک آهنگ‌ها
| سال  | آهنگ               | رتبه                  | رتبه |
| ---- | ------------------ | --------------------- | ---- |
| سال  | آهنگ               | قطعات برتر راک آمریکا |      |
| ۱۹۸۳ | "شناگر مقدس"       | #۴۰                   |      |
| ۱۹۸۳ | "رنگین کمان تاریک" | #۱۴                   |      |

## سازندگان
- رونی جیمز دیو - خواننده، کیبورد
- ویوین کمپل - گیتار
- جیمی بین - گیتار باس، کیبورد
- وینی اپایس - درامز
- ضبط شده در استودیوی ساند سیتی - آمریکا، کالیفرنیا، لس آنجلس
- تهیه شده توسط رونی جیمز دیو
- طرح و اداره توسط انجلو آرکوری
- ضبط ابتدایی توسط جرج مارینو در استودیوی استرلینگ ساند - آمریکا، نیویورک
- طرح جلد توسط رندی برت
- مدیریت گروه توسط وندی دیو